# Cahen-Konstante
Die Cahen-Konstante ist eine nach dem französischen Mathematiker Eugène Cahen (1865–1941) benannte mathematische Konstante. Sie ist eine transzendente Zahl und wird als Grenzwert einer alternierenden Reihe von Stammbrüchen definiert.

## Definition
Die Nenner der Stammbrüche leiten sich von den Folgengliedern der Sylvester-Folge {\displaystyle S_{0},S_{1},S_{2},S_{3},...} ab, die rekursiv durch
{\displaystyle S_{0}=2,\qquad S_{n+1}=1+S_{0}\cdots S_{n}=1-S_{n}+S_{n}^{2}}     für n = 0, 1, 2, 3, …
definiert ist (Folge A000058 in OEIS). Mit dieser Folge ist die Cahen-Konstante durch
{\displaystyle C=\sum _{k=0}^{\infty }{\frac {(-1)^{k}}{S_{k}-1}}=1-{\frac {1}{2}}+{\frac {1}{6}}-{\frac {1}{42}}+{\frac {1}{1806}}-{\frac {1}{3263442}}+-\cdots }
definiert, das heißt, die Sylvester-Folge ist die Pierce-Entwicklung von C. Mit dem Leibniz-Kriterium kann die Konvergenz der Reihe direkt gezeigt werden.

## Eigenschaften
Nach Zusammenfassen von jeweils zwei Gliedern der Reihe erhält man eine Reihe, deren Glieder nur positive Stammbrüche sind:
{\displaystyle C=\sum _{k=0}^{\infty }{\frac {1}{S_{2k}}}={\frac {1}{2}}+{\frac {1}{7}}+{\frac {1}{1807}}+{\frac {1}{10650056950807}}+\cdots }
Diese Darstellung liefert auch der Greedy-Algorithmus zur Stammbruchzerlegung von C (die Nenner bilden die Folge A123180 in OEIS). Die Reihe konvergiert wegen des doppelt exponentiellen Wachstums der Sylvester-Folge rasch, jeder hinzugenommene Summand vervierfacht die Anzahl gültiger Stellen.
Ein Näherungswert für die Cahen-Konstante ist
{\displaystyle C=0{,}64341{\text{ }}05462{\text{ }}88338{\text{ }}02618{\text{ }}22543{\text{ }}07757{\text{ }}56476{\text{ }}32865{\text{ }}87860{\text{ }}26823{\text{ }}...} (Folge A118227 in OEIS).
Eugène Cahen bewies 1891 auf elementare Weise, dass C irrational ist (dies folgt schon daraus, dass die Pierce-Entwicklung nicht abbricht). J. Les Davison und Jeffrey Shallit zeigten 1991, dass C transzendent ist. Ihr Beweis zeigt allgemeiner für alle Zahlen, deren Kettenbruchentwicklungen bestimmten einfachen rekursiven Bildungsgesetzen genügen, dass sie transzendent sind. Speziell für C ist die Kettenbruchentwicklung durch
{\displaystyle [0;1,q_{0}^{2},q_{1}^{2},q_{2}^{2},q_{3}^{2},...]=[0;1,1,1,4,9,...]}     (Folge A006280 in OEIS)
gegeben, wobei die Folge {\displaystyle q_{0},q_{1},q_{2},q_{3},...} rekursiv durch
{\displaystyle q_{0}=q_{1}=1,\qquad q_{n+2}=q_{n}^{2}q_{n+1}+q_{n}}     für n = 0, 1, 2, 3, …
definiert ist (Folge A006279 in OEIS).
Zu Variationen der definierenden Reihe von C ist bekannt, dass
{\displaystyle C={\frac {1}{2}}{\biggl (}\!1+\sum _{k=0}^{\infty }{\frac {(-1)^{k}}{S_{k}}}{\biggr )},}
während {\displaystyle \textstyle \sum _{k=0}^{\infty }1/S_{k}=1} und noch offen ist, was über {\displaystyle \textstyle \sum _{k=0}^{\infty }1/(S_{k}-1)=1{,}69103{\text{ }}02067{\text{ }}57253{\text{ }}97443{\text{ }}...} gesagt werden kann (die Sylvester-Folge ist in diesem Fall die Engel-Entwicklung, also ist der Grenzwert jedenfalls irrational).